# Stripped World Tour
Stripped World Tour là chuyến lưu diễn thứ ba của ca sĩ người Mỹ Christina Aguilera. Đây là chuyến lưu diễn tiếp nối chuyến Justified/Stripped Tour cùng Justin Timberlake. Nó để quảng bá cho album Stripped và đã tới Châu Âu, Châu Á, và Úc. Aguilera được trông chờ sẽ trở lại Bắc Mỹ vào mùa hè năm 2004, nhưng 29 buổi biểu diễn ở đó đã bị hủy vào phút chót do cô ca hát quá nhiều, và phải nghỉ ngơi để dưỡng giọng. Chuyến lưu diễn được ước tính đã thu về 75 triệu USD.

## Nghệ sĩ biểu diễn mở màn
- The Black Eyed Peas
- Jamelia
- Fefe Dobson
- Emmanuel Carella

## Danh sách các màn trình diễn
1. "Stripped Intro" (Video Introduction)
2. "Dirrty"
3. "Get Mine, Get Yours"
4. "The Voice Within"
5. "Genie in a Bottle" (Arabian Remix)
6. "Can't Hold Us Down"
7. "Make Over"
8. "Salsa" (Dance Interlude)
9. "Contigo en la Distancia" / "Falsas Esperanzas"
10. "Infatuation"
11. "Come On Over Baby (All I Want Is You)" (Acoustic Version)
12. "Cruz"
13. "Loving Me 4 Me" (Video Interlude)
14. "Impossible"
15. "At Last"
16. "Lady Marmalade"
17. "Walk Away"
18. "Fighter"
19. "Stripped Pt. 2" (Video Interlude)
20. "What a Girl Wants"
21. "Beautiful"

## Thu hình
Chuyến lưu diễn được ghi vào đĩa DVD Stripped: Live in the U.K.. DVD này không có màn trình diễn "Make Over" sau màn "Can't Hold Us Down". DVD đạt đến thứ hạng 85 và bán được 1,5 triệu bản trên thế giới.

## Đội ngũ thực hiện
- Ethan Farmer - Bass
- Ray Yslas - Nhạc cụ gõ
- Brian Frasier-Moore - Trống
- Michael "Fish" Herring - Ghita
- Robert Lewis - Keyboards
- Charlean Hines - Hát lót
- Tracy Nelson - Hát lót
- Brandon Rogers - Hát lót
- Dancers: Monique Slaughter, Tiana Brown, Telisha Shaw, Erin Hernandez, Paul Kirkland, Leo Moctezuma, Gilbert Saldivar, Marcel Wilson, Billy Cole và Luke Broadlick